# Devon van Oostrum
Devon Doekele Van Oostrum (Groningen, 24 de enero de 1993) es un jugador de baloncesto que ostenta las nacionalidades británica y neerlandesa. Mide 1,93 metros y juega en la posición de base, pudiendo también desempeñarse como escolta. Actualmente juega en las filas del RANS Simba Bogor IBL de Indonesia.

## Carrera profesional

### Clubes
Comenzó su carrera en el club inglés Sheffield Sharks de la British Basketball League en 2008. En el verano del 2009 fichó por el Caja Laboral de la Liga ACB quien lo destinó al Euskotren Fundación Baskonia, su club filial de formación.
En 2011, después de jugar en el EuroBasket 2011 con la Selección absoluta británica y ser nombrado British Basketball’s Emerging Athlete, fue cedido al Bàsquet Tarragona 2017 para que compitiera en la Liga LEB Oro 2011/12, en la que finalizó con unas medias de 6 puntos y 2,3 asistencias. Concluyó la temporada regresando a Vitoria para reforzar al Caja Laboral de cara a los play-offs de lucha por el título de la liga Endesa.
A principios de agosto de 2012 el Baskonia nuevamente alcanzó un acuerdo de cesión, esta vez con el Cáceres Patrimonio de la Humanidad, también de LEB Oro, para que el jugador disputara la temporada 2012/13 como integrante de las filas del club extremeño. Sin embargo, el 25 de febrero de 2013 se anuncia por sorpresa su retorno a las filas del Caja Laboral, que tras despedir a Carlos Cabezas por motivos técnicos, hizo efectiva la cláusula de retorno del jugador británico. En los 19 partidos de la temporada regular de LEB Oro que alcanzó a disputar con el Cáceres finalizó con unas medias de 9.3 puntos, 2.1 rebotes y 2.2 asistencias en 20.5 minutos por choque. En esa misma campaña obtendría sus primeros minutos en Liga Endesa con Laboral Kutxa. 
La temporada 2013/14 formó parte como miembro de pleno derecho de la plantilla del primer equipo baskonista, disputando 10 partidos en Liga Endesa y otros 10 en Euroliga. Luego de firmar un contrato de cuatro años con el Laboral Kutxa, el jugador comenzó en 2014 un periplo de cesiones que resultaron infructuosas para su progresión. En 2014 jugó solo cinco partidos con la KK Cibona (2.2 puntos, 1.8 rebotes y 1 asistencia en ABA) y posteriormente otros seis en Finlandia con el Kouvot Kouvola (4.7 puntos 1.7 rebotes y 1.7 asistencias en la liga finesa). En 2015 le llega una tercera cesión que le llevará de vuelta a las islas británicas, donde defendió los colores del Leeds Force de la BBL, para terminar enrolado en las filas del Peñas Huesca de LEB Oro, donde promedió 10.2 puntos, 4 asistencias y 2 rebotes en los 12 encuentros que disputó.
En la temporada 2015/16 juega en el Arkadikos B.C. de la A-1 (primera división) griega, donde registra promedios de 9.3 puntos, 3.4 asistencias y 3.1 rebotes. Iniciaría la siguiente campaña (2016/17) también en Grecia con el Koroivos B.C. promediando 11 puntos, 2.7 asistencias y 2.3 rebotes. En enero de 2017 es traspasado al KK MZT Skojpe de la liga macedonia, donde tras jugar únicamente tres partidos sufrió la rotura del ligamento anterior cruzado de una de sus rodillas, causando baja para el resto de la temporada y perdiéndose por completo la siguiente.
Recuperado de la lesión y finalizado su contrato con el Baskonia, firma en la campaña 2018/19 por el New Heroes Den Bosch de la liga neerlandesa, club con el que llega a disputar la Europe Cup. Tras disputar un total de 15 partidos con su nuevo club en los que promedió 10.4 puntos, 4.9 asistencias y 4.5 rebotes, sufrió en noviembre de 2018 una nueva rotura de ligamento anterior cruzado y, de nuevo, causó baja para el resto de la temporada.
Durante la temporada 2019-20, juega en las filas del Landstede Zwolle de la liga neerlandesa, donde promedia 4,5 puntos, 4 rebotes y 2,5 asistencias en los casi 20 minutos que disputa de media por encuentro. 
El 24 de noviembre de 2020, firma por el Levitec Huesca de la Liga LEB Oro. Disputó únicamente 4 partidos, con promedios de 10.7 puntos, antes de regresar en enero de 2021 al Landstede Zwolle neerlandés. Tras tres encuentros anunció que se perdería el resto de la temporada 2020-21 como consecuencia de una intervención quirúrgica.
En la temporada 2021-22 firma con el Levitec Huesca de la LEB Oro.
El 17 de febrero de 2022, tras rescindir su contrato con Levitec Huesca, firma por Club Melilla Baloncesto de la LEB Oro, hasta el final de la temporada.
El 6 de septiembre de 2022, firma por los London Lions de la British Basketball League.

### Selección nacional
Inició su andadura internacional representando a la Selección de Gran Bretaña en las categorías u-16, u-18 y al Reino Unido en la u-20. Hizo su debut para la Selección absoluta británica en un encuentro contra Canadá a la edad de 17 años, convirtiéndose en el jugador más joven de la historia en jugar para Gran Bretaña.
En 2011 fue convocado para disputar el Eurobasket de Lituania, en el que disputó un total de 3 partidos aportando 1,7 puntos y 3 asistencias por partido. Su actuación más destacada del campeonato fue ante España contra la que jugó 23 minutos repartiendo 6 asistencias.
En 2013 disputaría su segundo Eurobasket, el disputado en Eslovenia, promediando 7.6 puntos, 2.6 rebotes y 2.2 asistencias en 20 minutos de juego.
En 2014 participó en las eliminatorias de clasificación para el Eurobasket 2015, registrando 7 puntos, 4 asistencias y 6 rebotes por encuentro.
En septiembre de 2022 disputó con el combinado absoluto británico el EuroBasket 2022, finalizando en vigesimocuarta posición.